# شعريات
الشعريات (الاسم العلمي:Trichozoa) هي شعيبة من اللجفاوات تتبع شعبة الفوق مونيات.

## التصنيف
- ذوات الجسيم القاعدي
  - المشعريات الثلاثية